# Symphoricarpos oreophilus
Symphoricarpos oreophilus är en kaprifolväxtart som beskrevs av Asa Gray. Symphoricarpos oreophilus ingår i släktet snöbärssläktet, och familjen kaprifolväxter. Utöver nominatformen finns också underarten S. o. utahensis.

## Bildgalleri

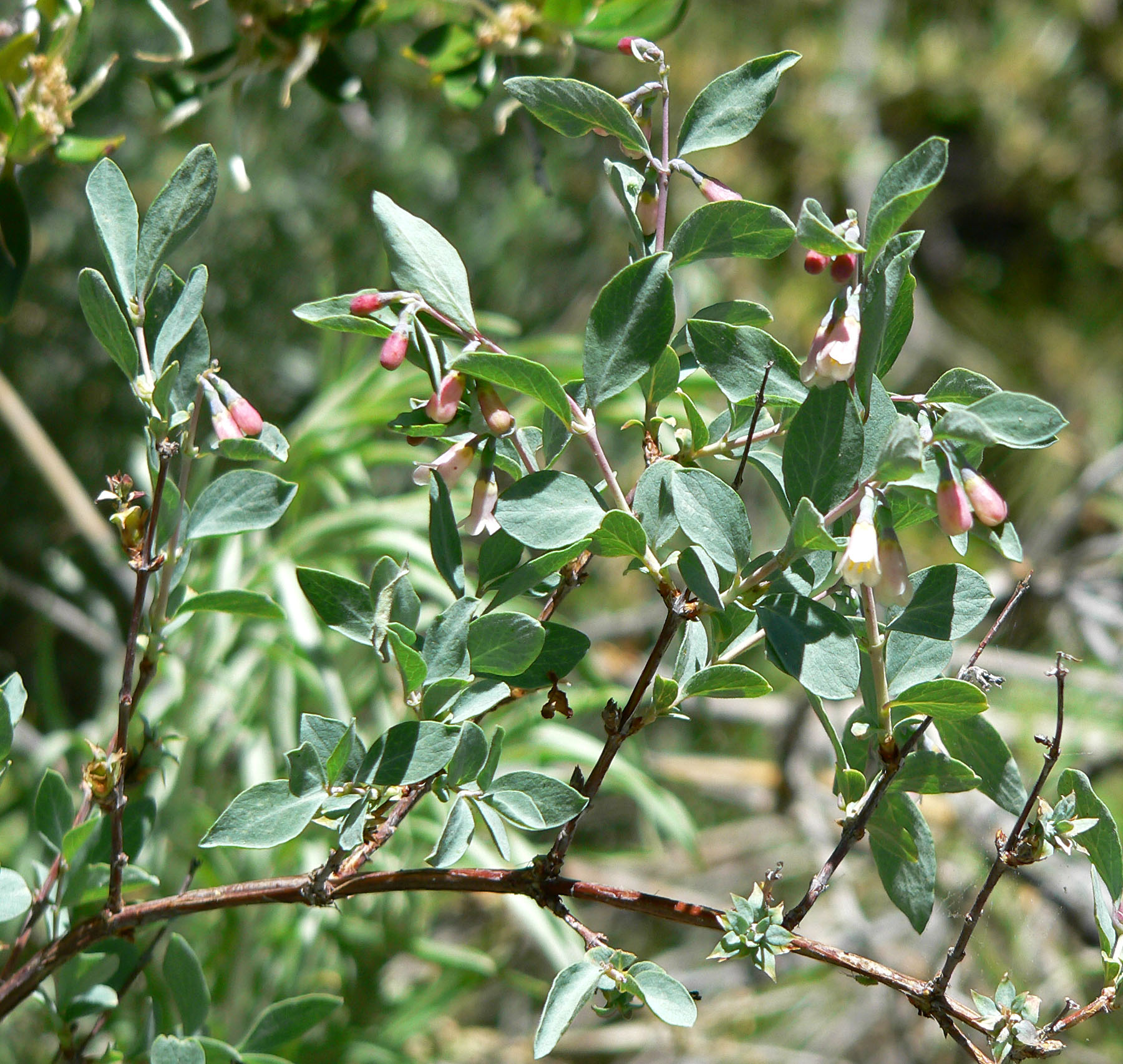
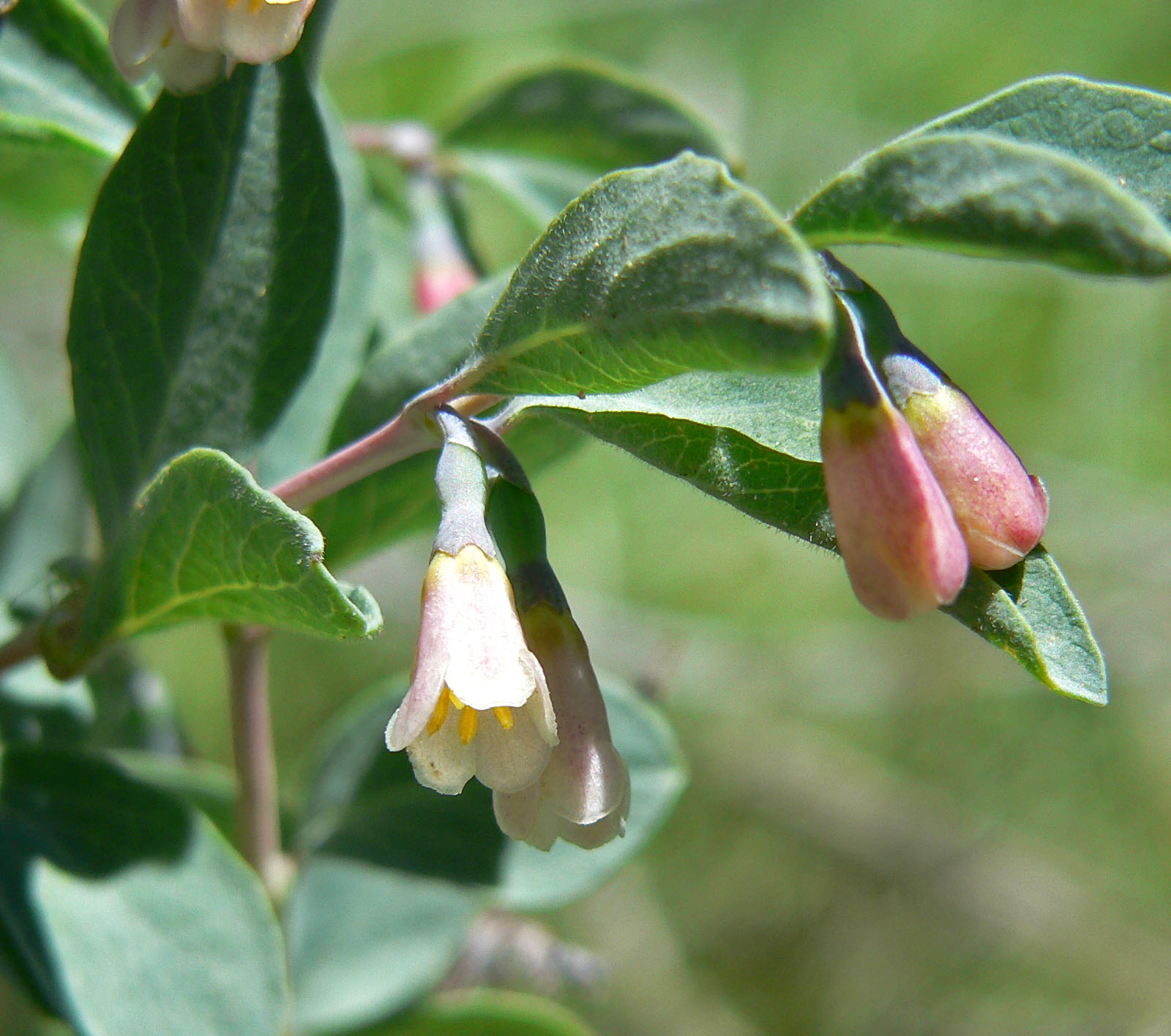
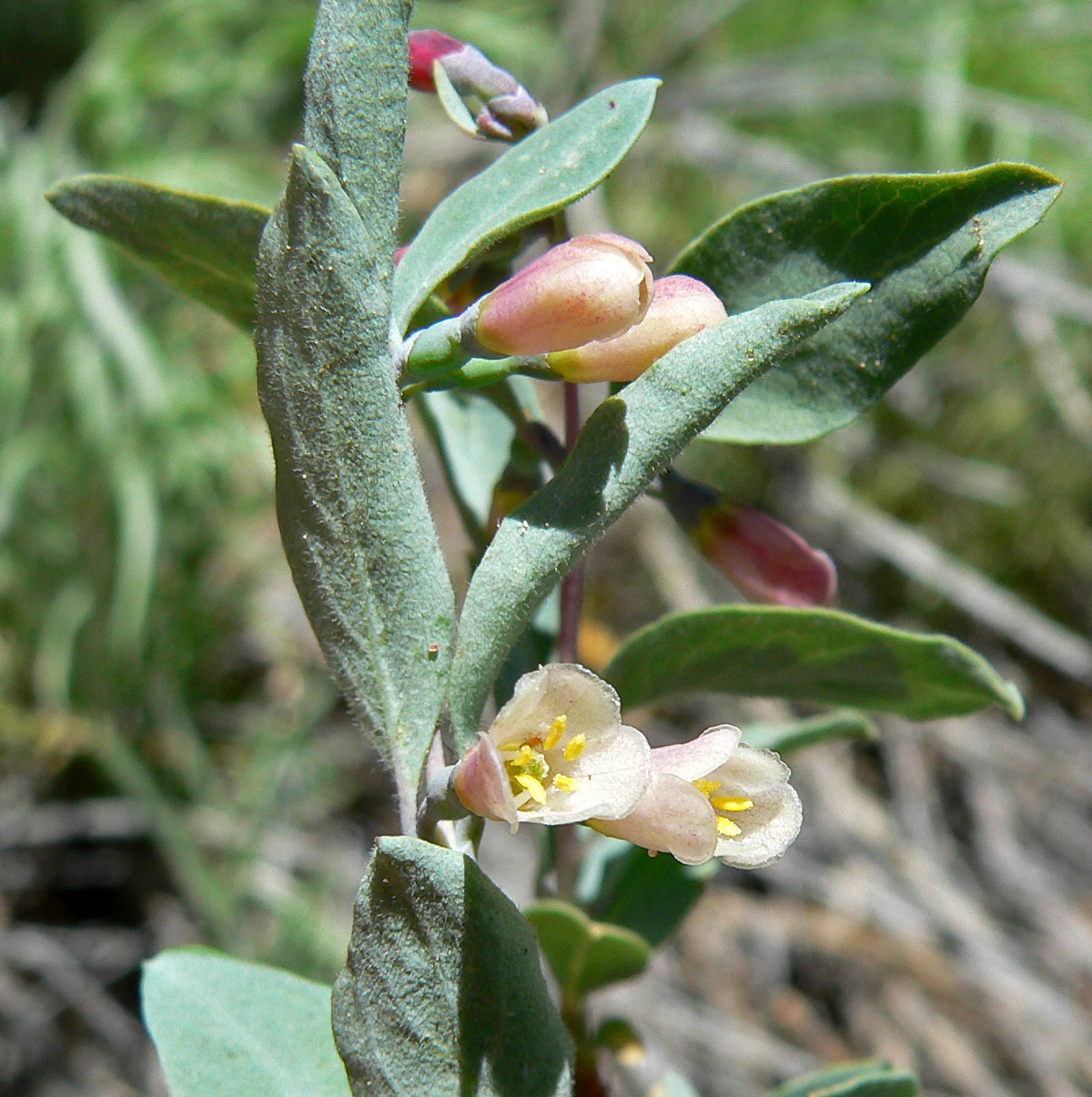
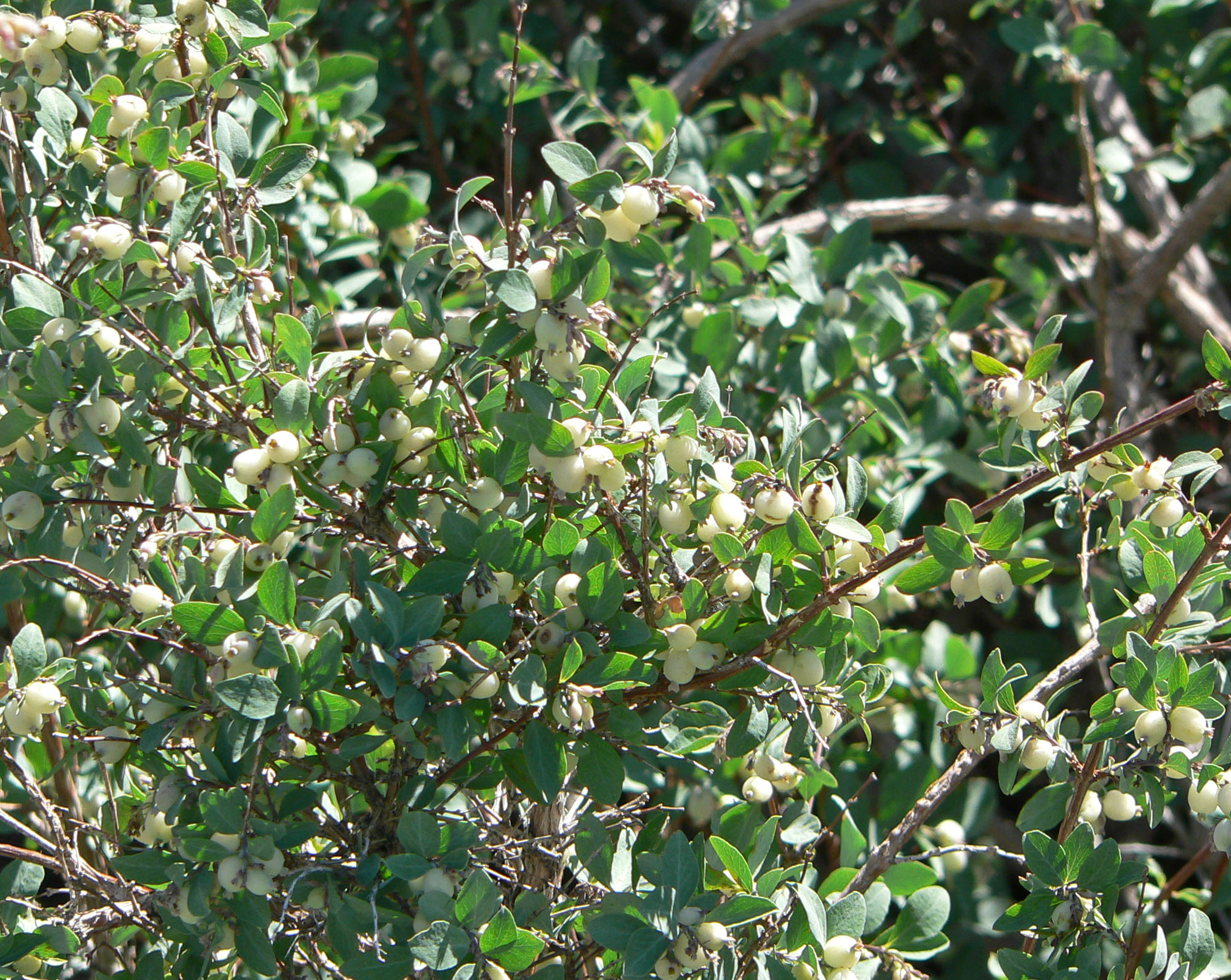
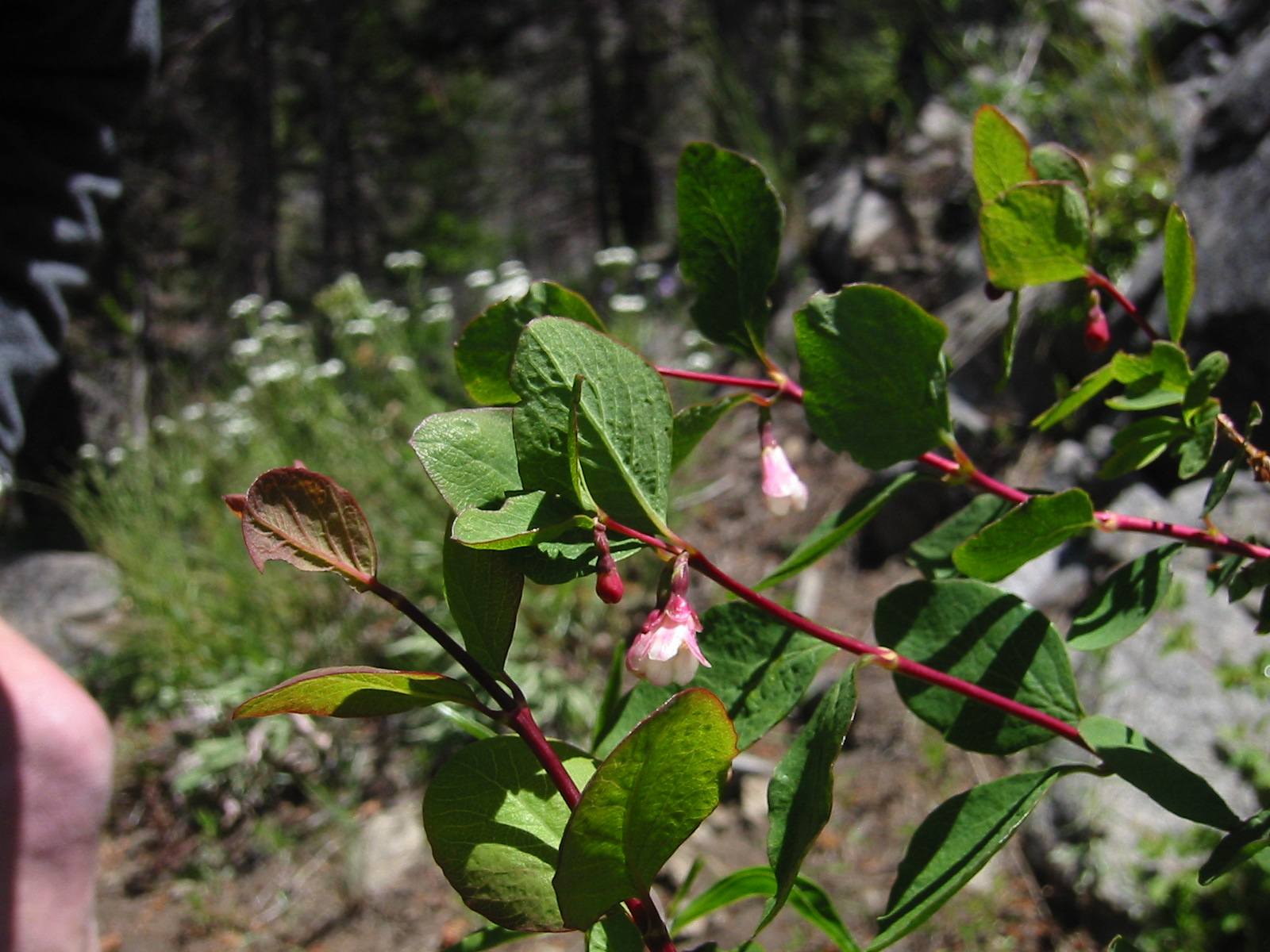